# Polyommatus liliputana
Polyommatus liliputana är en fjärilsart som beskrevs av Embrik Strand 1920. Polyommatus liliputana ingår i släktet Polyommatus och familjen juvelvingar. Inga underarter finns listade i Catalogue of Life.